# Česká středověká legenda
Žánr legendy patřil ve středověku k nejdůležitějším žánrům v české literatuře, tak jako i v jiných evropských literaturách. Lexikon české literatury ve svém přehledovém hesle (Dodatky 2008) uvádí seznam 62 legend, jež lze zařadit do dějin české literatury, a jež vznikly od 9. století do začátku husitské éry, a lze je tedy definovat jako středověké (legendy z éry renesanční a barokní zařazeny nejsou). Tyto texty jsou psány staroslověnsky, latinsky a česky. Legendy byly veršované i v próze, próza se prosadila později. Staroslověnské a latinské legendy pojednávají zejména o světcích a duchovních osobnostech působících v Česku, s prosazením češtiny se ale spektrum zájmu rozšiřuje o osobnosti biblické a o jiná evropská legendární témata. Domácí tematika se prosadila v češtině později a spíše výjimečně (svatý Prokop, Anežka Česká). Většina legend je anonymních, existují ovšem výjimky, například víme, že Karlovu legendu o sv. Václavu napsal sám Karel IV., že autorem vojtěšské legendy Nascitur purpureus flos je Bruno z Querfurtu apod. Níže je seznam všech známých českých středověkých legend. První název v seznamu je zvolen podle toho, jak je nazváno heslo na české wikipedii, nikoli v Lexikonu.

| Pořadí | Název                                                       | Alternativní názvy                                          | Jazyk            | Poznámka                         |
| ------ | ----------------------------------------------------------- | ----------------------------------------------------------- | ---------------- | -------------------------------- |
| 1.     | Život Konstantinův                                          | Moravsko-panonské legendy                                   | staroslověnština | o svatém Cyrilovi                |
| 2.     | Život Metodějův                                             | Moravsko-panonské legendy                                   | staroslověnština | o svatém Metodějovi              |
| 3.     | Život svatého Václava                                       | První staroslověnská legenda o svatém Václavu               | staroslověnština | o svatém Václavu                 |
| 4.     | Druhá staroslověnská legenda o svatém Václavu               | Kniha o rodu a utrpení svatého knížete Václava              | staroslověnština | o svatém Václavu                 |
| 5.     | Život sv. Benedikta                                         |                                                             | staroslověnština |                                  |
| 6.     | Umučení blahoslavených mučedníků Víta, Modesta a Krescencie |                                                             | staroslověnština |                                  |
| 7.     | Kristiánova legenda                                         |                                                             | latina           | o svatém Václavu a svaté Ludmile |
| 8.     | Tempore igitur                                              | Italská legenda; Za časů                                    | latina           | o Cyrilu a Metodějovi            |
| 9.     | Tempore Michaelis imperatoris                               | Moravská legenda; Za času císaře Michaela                   | latina           | o Cyrilu a Metodějovi            |
| 10.    | Quemadmodum ex historiis                                    | Podobně jako ve vyprávění                                   | latina           | o Cyrilu a Metodějovi            |
| 11.    | Beatus Cyrillus                                             | Blahoslavený Cyril                                          | latina           | o Cyrilu a Metodějovi            |
| 12.    | Diffundente sole iustitiae radios                           | Když slunce spravedlnosti rozlévalo paprsky                 | latina           | o Cyrilu a Metodějovi            |
| 13.    | Fuit in provincia Boemorum                                  | Byl v zemi Čechů                                            | latina           | o svaté Ludmile                  |
| 14.    | Crescente fide                                              | Když se šířila víra                                         | latina           | o svatém Václavu                 |
| 15.    | Gumpoldova legenda                                          |                                                             | latina           | o svatém Václavu                 |
| 16.    | Laurentiova legenda                                         |                                                             | latina           | o svatém Václavu                 |
| 17.    | Oportet nosfratres                                          |                                                             | latina           | o svatém Václavu                 |
| 18.    | Ut annuncietur                                              |                                                             | latina           | o svatém Václavu                 |
| 19.    | Oriente iam sole                                            | Když vycházelo už slunce                                    | latina           | o svatém Václavu                 |
| 20.    | Karlova legenda                                             |                                                             | latina           | o svatém Václavu                 |
| 21.    | Passio sancti Adalberti martyris                            | Utrpení svatého Vojtěcha                                    | latina           | o svatém Vojtěchu                |
| 22.    | Canapariova legenda                                         | Vita prior                                                  | latina           | o svatém Vojtěchu                |
| 23.    | Brunova legenda                                             | Nascitur purpureus flos                                     | latina           | o svatém Vojtěchu                |
| 24.    | Versus de passione sancti Adalberti                         | Verše o utrpení sv. Vojtěcha; Quattuor immensi              | latina           | o svatém Vojtěchu                |
| 25.    | Miracula sancti Adalberti                                   | Zázraky sv. Vojtěcha                                        | latina           | o svatém Vojtěchu                |
| 26.    | Vita minor                                                  | Menší život sv. Prokopa; Fuit itaque beatus abbas Procopius | latina           | o svatém Prokopovi               |
| 27.    | Vita antiqua                                                | Feifalikova legenda                                         | latina           | o svatém Prokopovi               |
| 28.    | Vita maior                                                  | Beatus igitur Procopius                                     | latina           | o svatém Prokopovi               |
| 29.    | Vita fratris Hroznatae                                      | Život bratra Hroznaty                                       | latina           | o Hroznatovi z Ovence            |
| 30.    | Vita virginis sororis Agnetis                               |                                                             | latina           | o svaté Anežce                   |
| 31.    | Legenda o Panně Marii                                       |                                                             | čeština          |                                  |
| 32.    | Legenda o umučení Páně                                      |                                                             | čeština          |                                  |
| 33.    | Legenda o nanebevstoupení Páně                              |                                                             | čeština          |                                  |
| 34.    | Legenda o seslání sv. Ducha                                 |                                                             | čeština          |                                  |
| 35.    | Legenda o apoštolích                                        |                                                             | čeština          |                                  |
| 36.    | Legenda o Jakubovi Menším                                   |                                                             | čeština          |                                  |
| 37.    | Legenda o Veronice                                          |                                                             | čeština          |                                  |
| 38.    | Legenda o Pilátovi                                          |                                                             | čeština          |                                  |
| 39.    | Legenda o Jidášovi                                          |                                                             | čeština          |                                  |
| 40.    | Legenda o papeži Silvestrovi                                |                                                             | čeština          |                                  |
| 41.    | Legenda o dětství Ježíšově                                  |                                                             | čeština          |                                  |
| 42.    | Umučení Páně                                                |                                                             | čeština          |                                  |
| 43.    | Nanebevzetí Panny Marie                                     |                                                             | čeština          |                                  |
| 44.    | Rozmluva Panny Marie se sv. Anselmem                        |                                                             | čeština          |                                  |
| 45.    | Legenda o sv. Alexiovi                                      |                                                             | čeština          |                                  |
| 46.    | Legenda o sv. Jiří                                          |                                                             | čeština          |                                  |
| 47.    | Legenda o 10 000 rytířích                                   |                                                             | čeština          |                                  |
| 48.    | Legenda o sv. Markétě                                       |                                                             | čeština          |                                  |
| 49.    | Legenda o sv. Dorotě                                        |                                                             | čeština          |                                  |
| 50.    | Život svaté Kateřiny                                        |                                                             | čeština          |                                  |
| 51.    | Umučení sv. Kateřiny                                        |                                                             | čeština          |                                  |
| 52.    | Legenda o sv. Štěpánu                                       |                                                             | čeština          |                                  |
| 53.    | Legenda o sv. Prokopu                                       |                                                             | čeština          | o svatém Prokopovi               |
| 54.    | Legenda o blahoslavené Anežce                               |                                                             | čeština          | o svaté Anežce                   |
| 55.    | Staročeský pasionál                                         |                                                             | čeština          |                                  |
| 56.    | Životy svatých Otců                                         |                                                             | čeština          |                                  |
| 57.    | Život Krista Pána                                           |                                                             | čeština          |                                  |
| 58.    | Legenda o dřevu kříže Kristova                              |                                                             | čeština          |                                  |
| 59.    | Nikodémovo evangelium                                       |                                                             | čeština          |                                  |
| 60.    | Legenda o Veronice                                          |                                                             | čeština          |                                  |
| 61.    | O sv. Jeronýmovi knihy troje                                |                                                             | čeština          |                                  |
| 62.    | Větší Život sv. Františka                                   |                                                             | čeština          |                                  |